# Наміноує-Мару
Наміноує-Мару (Naminoue Maru) — транспортне судно, яке під час Другої світової війни взяло участь у операціях японських збройних сил у Сіамі та на Соломонових островах.

## Передвоєнна історія
Наміноує-Мару спорудили в 1936 році на верфі Mitsui Tamano Engineering & Shipbuilding у Тамі на замовлення компанії Osaka Shosen. Воно призначалось для океанських пасажирських перевезень та могло узяти 12 пасажирів першого класу, 556 другого класу та 774 пасажири третього класу. Власник використовував Наміноує-Мару на лінії між портами Осака, Кобе, Надзе (острів Амаміошима) та Наха (Окінава).
Після початку Другої японо-китайської війни у серпні 1937-го Імперська армія Японії зафрахтувала Наміноує-Мару для використання як госпітальне судно. У цій функції воно здійснило цілий ряд рейсів, зокрема до Шанхаю та Ціньхуандао.
2 жовтня 1941-го Наміноує-Мару реквізували для потреб Імперської армії Японії.

## Вторгнення до Сіаму
6 грудня Наміноує-Мару, все так же у функції госпітального судна, відпливло від острова Пуло-Кондор біля узбережжя південного В'єтнаму та приєдналось до загону із 9 транспортів, котрі мали висадити десант в сіамському порту Сінгора (наразі Сонгкхла) на східному узбережжі півострова Малакка, неподалік від кордону британської Малаї. 7 грудня о 23:40 цей загін прибув до місця призначення та безперешкодно почав вивантажувати війська.

## Рейс до Рабаулу
У вересні 1942-го Наміноує-Мару перекласифікували на військовий транспорт. Судно перефарбували у сірий колір та встановили зенітне озброєння.
27 вересня 1942-го Наміноує-Мару вийшло з японського порту Саєкі у складі першого ешелону конвою «Окі», котрий мав доправити підкріплення до Рабаулу — головної передової бази японців у архіпелазі Бісмарка, з якої провадились операції на Соломонових островах та сході Нової Гвінеї (на той час у цьому регіоні вже півтора місяця точилась важка битва за Гуадалканал, що потребувало підсилення угруповання). На борту  Наміноує-Мару перебувало майже три сотні вояків, десантна баржа Дайхацу та два десантні катери Шохаце.
7 жовтня в морі Бісмарка поблизу західного узбережжя острова Нова Британія конвой атакував підводний човен Sculpin, який випустив три торпеди та поцілив однією Наміноує-Мару. Дещо пізніше судно затонуло. Есмінець «Таканамі» підібрав 279 виживших.